# حادثه استفراغ جرج اچ. دابلیو. بوش

قاب ویدئویی نوار اصلی سی‌ان‌ان که رئیس‌جمهور جرج اچ. دابلیو. بوش را در حال استفراغ بر روی کی‌ایچی میازاوا، نخست‌وزیر ژاپن نشان می‌دهد.

جرج اچ. دابلیو. بوش هنگام شرکت در مراسمی که نخست‌وزیر وقت ژاپن، کی‌ایچی میازاوا در ۸ ژانویه ۱۹۹۲ ترتیب داده بود، پس از استفراغ بر روی شلوارهای میازاوا غش کرد. پزشکان بعداً علت حادثه را گاستروانتریت حاد دانستند.

## تاریخچه
جرج اچ. دابلیو. بوش سال نوی ۱۹۹۲ را با یک سفر تجارت‌محور به آسیا و اقیانوس آرام جشن گرفت تا دربارهٔ تنظیم دوبارهٔ روابط اقتصادی و سیاست‌ها بحث کند. در ۸ ژانویه ۱۹۹۲، بوش در کنار سفیر آمریکا به ژاپن، مایکل آرماکوست، در برابر امپراتور ژاپن آکی‌هیتو و پسرش شاهزاده ناروهیتو تنیس بازی کرد. امپراتور و شاهزاده برنده شدند.
در عصر آن روز، بوش در یک مراسم دولتی که برای ۱۳۵ دیپلمات در اقامتگاه رسمی نخست‌وزیر برگزار شد شرکت کرد. بین وعدهٔ دوم و سوم، بوش که قرار بود بر سر میز شام سخنرانی کند، بر سر صندلی‌اش غش کرد و در همین حین بر شلوار میازاوا استفراغ کرد. بانوی اول باربارا بوش جلوی صورت همسرش دستمال نگه داشت تا وقتی که سرویس مخفی ایالات متحده آمریکا دخالت کرد. بوش در حالی که روی زمین بود، به پزشک شخصی‌اش برتون لی گفت «من را به زیر میز هل بده تا زمانی که شام تمام شود.» او به مهمانان اطمینان داد که فقط آنفولانزا دارد و مراسم را ترک کرد. باربارا بوش بعداً به جای رئیس‌جمهور سخنرانی کرد و در آن برای شوخی آرماکوست را دست انداخت و به شوخی ادعا کرد شکست خوردن چیزی نیست که خانواده بوش به آن عادت داشته باشند.
روز بعد، ۹ ژانویه، سخنگو مارلین فیتزواتر گفت بوش به گاستروانتریت خفیف دچار است و حال او خوب است. عصر همان روز، بوش و آکیهیتو در قصر آکاساکا کنفرانس خبری داشتند.

## عواقب
این حادثه به‌طور گسترده گزارش شد. تنها چند هفته پیش از انتخابات مقدماتی ریاست جمهوری نیوهمپشایر بود و خوراک کمدین‌های کشور شد. تصاویری از استفراغ رئیس‌جمهور از شبکه ای‌بی‌سی پخش شد. این حادثه توسط پخش زنده شنبه شب با یک مستندنما که در آن باربارا بوش تلاش می‌کند با خزیدن روی میز فرار کند، تقلید شد.
اندکی پس از این حادثه، مردی از آیداهو به نام جیمز ادوارد اسمیت به شبکه سی‌ان‌ان زنگ زد و با جا زدن خود به جای پزشک شخصی رئیس‌جمهور، ادعا کرد که بوش مرده است. یکی از کارمندان سی‌ان‌ان این اطلاعات را وارد رایانهٔ مرکزی سی‌ان‌ان و شبکهٔ خواهر اچ‌ال‌ان کرد و اچ‌ال‌ان نزدیک بود پیش از تأیید اطلاعات آن را پخش کند. اسمیت متعاقباً توسط سرویس مخفی مورد بازجویی قرار گرفت و برای ارزیابی در یک مرکز بهداشت روان خصوصی بستری شد.
در ژاپن، بوش را برای چندین سال به خاطر این رویداد به یاد داشتند. به گفتهٔ دانشنامهٔ ارتباط سیاسی، «این حادثه موجی از شوخی‌ها و تمسخرهای تلویزیونی را در جامعهٔ جهانی ایجاد کرد، به طوری که واژهٔ بوشو سورو (ブッシュする) که به معنای «انجام کار بوش» (یا «بوش کردن») است ابداع شد».